# Linariet
Linariet is een blauw tot lichtblauwkleurig mineraal met de chemische formule (Pb,Cu)SO4(OH)2
Linariet is een zeldzaam, maar wijdverbreid mineraal. Het is heel gewild onder verzamelaars vanwege de mooie kristallen en de hoge zeldzaamheid.
Linarietkristallen komen voor in veel soorten en maten, soms kunnen ze zelfs tot 10 cm lang zijn. Linariet is genoemd naar Linares, een stad in Spanje die beroemd is om zijn loodmijnen. In een van deze mijnen werd in het begin van de negentiende eeuw linarietvondsten gedaan.

## Kristalvormen
Linarietkristallen zijn meestal tafelbladvormig. Ze zijn prismatisch en vaak lijken ze gegooid te zijn in opvallend ongewone vormen. Bovendien zijn de kristallen veelal met elkaar vergroeid in een proces dat tweelingvorming wordt genoemd. Linariet bevat lood en koper. Het wordt ook vaak gevonden in de buurt van lood- en kopermijnen. Maar meestal wordt het daar gewoon achtergelaten, omdat het economisch niet de moeite loont om die metalen uit het mineraal te halen.

## Herkomst
Linariet is gevormd in de delen van de aarde waar lood- en koperaders veranderd zijn door stromende stoffen, meestal water. Daarom wordt het als secundair materiaal ingedeeld. Linariet wordt meestal samen gevonden met andere mineralen die lood en koper bevatten, zoals anglesiet, brochaniet en chalcantiet. Linariet is wijdverbreid, maar komt nooit in grote hoeveelheden voor.

## Tests
Een van de problemen met linariet is dat het lijkt op azuriet en ook vaak samen met dat mineraal voorkomt. Azuriet is een kopercarbonaat en bevat geen lood.